# Gáti György (fotóművész)
Gáti György (Budapest, 1954 –) magyar fotóművész.

## Élete
A Práter utcai fényképész szakmunkásképző intézet elvégzése után az Új Tükörhöz került gyakornoknak, itt indult sajtófotográfusi pályája. 2001 óta autonóm fotóművészként tevékenykedik, egyéni és csoportos kiállításokon láthatóak munkái. Számos pályázati- és ösztöndíj nyertese. (2003 André Kertész Ösztöndíj, – 2004 HUNGART Ösztöndíj). 2009. március 15. alkalmából a Magyar Köztársaság Oktatási és Kulturális Minisztere Balogh Rudolf-díjban részesítette. 2018-ban a Magyar Újságírók Országos Szövetsége Aranytoll Életműdíját vehette át, 2019-ben Újbuda polgármestere Pro Cultura Újbuda-díjat adományozott részére.
Van, akinek egzotikus tájakra kell mennie vagy az életét kockáztatni egy frontvonalban, hogy érdekes témát találjon. Gáti lemegy a boltba, és útközben megleli.

## A sajtóban betöltött állásai
Az Új Tükörnél Keleti Éva és Farkas Tamás mellett volt gyakornok. Ezt követően A Lapkiadó Vállalat Fotószolgálatához 1980-ban helyezték, majd egy év múltán a Szabadidő Magazin című havilapnál dolgozott. Innen, 1982-ben az Erdőgazdaság Faipar című ágazati szaklaphoz került. Ekkortól 2002-ig dolgozott – mint tudósító és fotográfus – állandó külső munkatársként a Magyar Hírlap című napilapnál. 1984-ben lett a Pesti Műsor fotóriportere, ahonnan 1986-ban a Karate Magazinnál fotografált és képszerkesztett. 1989-ben az Országgyűlési Tudósítások című lapnál képszerkesztő-fotóriporterként működött. 1989 és 1990 között a Sygma képügynökség budapesti tudósítója volt, 1998-ban a CyberEst főszerkesztőjének nevezték ki.
- 1978 Új Tükör – gyakornok
- 1980 Lapkiadó Vállalat Fotószolgálat – fotóriporter
- 1981 Szabadidő Magazin – fotóriporter
- 1982 Erdőgazdaság Faipar – fotóriporter
- 1982-2002 Magyar Hírlap – állandó külső munkatárs
- 1984 Pesti Műsor – képszerkesztő – fotóriporter
- 1986 Karate Magazin – képszerkesztő – fotóriporter
- 1989 Országgyűlési Tudósítások – képszerkesztő – fotóriporter
- 1989-1990 Sygma – tudósító
- 1998 CyberEst – főszerkesztő

## Egyéni kiállításai
Első önálló kiállítását a Taurus Művelődési Ház rendezte, Kertész N. László karikaturista segítségével. 1986-ban a MÚOSZ székház adott teret "JAZZ POP ROCK..." című anyagának.
1989-ben az ÍGY ÜLTÖK TI című tárlata, amelynek képeit az Országházban készítette, a szentendrei Péter Pál Galéria falain volt látható és Földes László Hobo nyitotta meg. 2001-ben FIATALFA / YOUNGTREE cím alatt rendezett kiállítást a Nero M5 Alfa Romeo-szalonjában. (Megnyitották Szarka Klára fotótörténész, és Földvári András újságíró, főszerkesztő).
A FŐVÁMHÁZ című tárlatát, amelyet Chikán Attila a Közgazdaságtudományi Egyetem rektora nyitott meg, 2002-ben a Sóház látta vendégül. Ugyanezen évben a SZABADSÁG-HÍD című anyagot a Flamenco szállóban Molnár Gyula polgármester-, a következő évben A HÍD – RÉSZLETEK című kiállítást Szarka Klára mutatta be a Raiffeisen Galériában. Szintén 2003-ban a Soós Galéria Mohácsra hívta az ELSŐ VÁLOGATÁS című kiállítást.
Balla Demeter és Hegyi Zsolt válogatták a FRANCIA KAPCSOLAT nevű online tárlat anyagát,  amelyet Gáti az előző évben, Franciaországban, az elnyert André Kertész-ösztöndíj segítségével készített. 2005-ben  budapesti Karinthy Szalonban rendezte az ELEVEN (11) SZÍNEK című tárlatot. Leányfalun, a Faluházba került falra az Konyec című film kapcsán fotografált "Így forgattok ti" című képanyaga. Andrassew Iván mondott itt megnyitóbeszédet.
2007-ben kapott meghívást először a Kapolcsi Művészetek Völgyébe, ahol a taliándörögdi Teleházban a TITKOS VISZONYOK című matériát nézhette meg a közönség. A következő évben Kapolcson, a Falumalomban VÖLGY-ESTÉK címmel állított ki. 2008-ban WINDOWS 2008 címmel a Foto Mozaik Galéria mutatta meg  online kiállításon a képeit. 2009-ben Markovics Ferenccel tett eleget MÜPA és Hajdú Éva kurátor meghívásának, MA/GÁT FOTÓZTÁK című közös-páros anyagukkal.
Ugyanez év nyarán Újbuda testvérvárosában a lengyelországi Ustronban fotografált. Az ott készült képeket állította ki az újbudai Karinthy Szalonban, SZENT PÉTER TENYERÉN – USTRONI ANZIXOK címmel. D. Udvary Ildikó művészettörténész méltatta a kiállítást a megnyitón.
A 2010-es év telét egy pályázat nyerteseként, a Magyar Nemzeti Múzeum Történeti Fotótára delegáltjaként, és a Jyväskylä-i The Centre of Creative Photography meghívására Finnországban töltötte. Azon a nyáron az ott készült képek egy válogatása a taliándörögdi Teleház kiállítóterében kapott helyet a Művészetek Völgye rendezésében – EMIGRÁNSOK ÉRINTETTE EURÓPA címmel.
2010-ben került sor első külföldi egyéni megmutatkozására: a Jyväskylä-i Galleria Harmonia látta vendégül Martti Kapanennel közösen létrehozott GÁTI/KAPA című kiállítását. Ugyanezen projekt részeként kapott meghívást Lucia Benickától a liptószentmiklósi Dom Fotografie vezetőjétől egy ottani, Petra Cepkovával közös, kettős tárlatra – STORIES AND HANDS címmel
2011-ben újabb meghívást kapott Jyväskylä-be, ahol a Galleria Harmonia falain volt látható a "FINLANDSCAPES"-tájképkiállítása.
A Budapest Galéria Budapest Kiállítótermében, 2010 nyarán jött létre Török Tamás segítségével az ÉRZÉK –  KÉPEK AZ ANTROPOSZFÉRÁBÓL című 65 nagyméretű képből álló kiállítása. Fáy Miklós kritikus és Baki Péter múzeumigazgató nyitották meg, és Falusi Mariann énekelt.
2015-ben, a 100 éves házak rendezvénysorozat részeként, Boros Géza kurátori támogatásával jött létre egy újbudai bérház pincéjében a FÉNYFELTÁRÁS című pincetárlat. (Cím: Saródy Eszter)
2017-ben érett kiállítássá a Faur Zsófival 2007-ben, Taliándörögdön létrejött kapcsolat, és a budapesti Faur Zsófi Galériában került megrendezésre a "NEKEM VALÓ VILÁG". Itt Deák Kristóf Oscar-díjas filmrendező beszélt Gáti munkáiról.
2019-ben ugyanitt Ghyczy Dénesh festőművésszel volt egy PANORAMIC VISION című páros kiállítás résztvevője, amelyet Gerőcs Péter író nyitott meg, majd ezt követően került falra REVISION című önálló anyaga.
2020-ban "BUDAPEST-KÉPEK" címmel a B32 Galéria Újbudán, együttműködésben a Nézőművészeti Kft.-vel egy kiállítást és egy vetítéssel kombinált színpadi előadást hozott létre, a Fiatal Írók Szövetségének tagjai által, Gáti György munkáira írt műveinek bemutatásával.
2020 szeptemberében nyílt az Artphoto Galériában a TÜKRÖM-TÜKRÖM / MIRROR, MIRROR – KRONSTADT című kiállítás, amelyet Soproni András russzista nyitott meg, és Gáti 2014-es Oroszországi, Szentpétervár melletti rezidens hónapja alatt fotografált kulturantropológiai anyagát tette láthatóvá, különleges akril-fotókon.
2022-ben rendezte POSITIVE összefoglaló nevú újabb egyéni kiállítását a Faur Zsófi Galéria termeiben, Budapesten. "A képein megbúvó emberfigurák, az izgalmas formák és különös textúrák mélyebb filozófiai-szociológiai értelmű asszociációkat generálnak. Bár különböző helyeken és időben készültek a képek, a kiállításrendezés szempontjainak köszönhetően kapcsolatba kerülnek egymással, és merőben új jelentésekkel ruházódnak föl. Így a mai világ abszurditásai és problematikái tárulnak elénk az egyszerűnek látszó témaválasztás és a minimalista vizuális eszköztár színfalai mögött." – írja a tárlatról az INDEX Nagykép-rovata.
2023-ban az Újbuda Galéria látta vendégül a FÖLFELÉ / UPWARDS című tárlatát, amelyret Szurop Szonja művészettörténész úgy jellemzett a megnyitóbeszédében, hogy "Gátinál a megszokott városi motívumok egy szakrális esztétikai élménnyé alakulnak, amely az univerzális hierarchia művészi leképezése."
2024 novembere fontos mérföldkő Gáti munkásságában: A B32 Galériában falra tette PASSAGE című anyagát, amelyet az utolsó két év munkáiból válogatott, és amelyek az addigi vegytiszta fotográfiai művekkel szemben inkább fotóalapú, színgazdag képzőművészeti alkotások.
2025 júliusában, a PASSAGE anyag folytatásaként viszi Stuttgartba NEONBAROCK című új kiállítását, amely az ÚJBUDA és Stuttgart közötti testvérvárosi kapcsolat lévén jött létre a Stuttgart, Bad Cannstatti Amtsgericht-galériában.

----
"... ez letisztult puritanizmus. Gáti a mélységélességgel és a kivágással csak a teret használja, de úgy, mint valami műszert. Kis darabokat metsz ki belõle, és elénk tárja az egyes emberek bogárszerű perspektíváját a "nagy és idegen" külvilágról. " Jerovetz György (Magyar Narancs, 2010.07.29.)
'Legújabb sorozata is egyfajta nézőpontváltásról tanúskodik, a szabadságról és a felhőtlen teremtés öröméről. A korábban feszesen, tudatosan komponált, erős vizualitású fotográfiái most egymásra rétegződve, egymást az alkotó szándéka szerint felerősítve, kiterjesztve vagy épp redukálva jelennek meg, sajátos univerzumok formájában. Türelmes játék ez a technikával, ahol mind a türelem, mind a játékosság eleve adottság Gáti munkamódszerében, az alkotás folyamata ugyanakkor felülemelkedik a “játék” szórakoztató felületességén és mélyebb értelmezést indukál. A korábbi képalkotói gyakorlattól eltérően ily módon egy még festőibb valóság születik, ahol az alkotótevékenyebben vesz részt az új világok létrehozásában." B.Tier Noémi (Fotóművészet, 2024/3, 2024.10.19.)
- 1978 “Fotó: Gáti György” Taurus Művelődési Ház – Budapest
- 1986 “Jazz Pop Rock…” M Ú O SZ Székháza
- 1989 “Így ültök ti…” Péter-Pál Galéria, Szentendre
- 2001 “FIATALFA” Alfa Romeo Szalon, Budapest
- 2002 “A FŐVÁMHÁZ” Budapesti Közgazdaságtudományi és Államigazgatási Egyetem – Sóház
- 2002 “A Szabadság híd”, Flamenco Szálló – Budapest
- 2003 “A híd – részletek”, Raiffeisen Galéria – Budapest
- 2003 “Első Válogatás”, Soós Galéria – Mohács
- 2004 “Francia Kapcsolat”, Virtuális kiállítás – Origo Galéria
- 2005 "ELEVEN (11) SZÍNEK", Karinthy Szalon – Budapest
- 2007 "Így forgattok ti" – Konyec-werkfotók – Faluház és Könyvtár – Leányfalu
- 2007 "TITKOS VISZONYOK" Teleház, Művészetek Völgye, Taliándörögd
- 2008 “VÖLGY-ESTÉK” Falumalom – Kapolcs
- 2008 "Windows 2008" Virtuális kiállítás – Foto Mozaik Galéria
- 2009 "MA/GÁT FOTÓZTÁK" közös kiállítás Markovics Ferenccel – Művészetek Palotája – Budapest
- 2009 “Szent Péter Tenyerén – Ustroni Anzixok” Karinthy Szalon  – Budapest
- 2010 “Emigránsok Érintette Európa” Művészetek Völgye, Teleház – Taliándörögd
- 2010 “GÁTI / KAPA” Közös kiállítás Martti Kapanennel Galleria Harmonia  – Jyväskylä
- 2010 “ÉRZÉK. – Képek az Antroposzférából” – Budapest Galéria, Budapest Kiállítóterme – Budapest
- 2010 "Stories and Hands" közös kiállítás Petra Cepkovával – Dom Fotografie – Liptovsky Mikulás (SK)
- 2011 "FINLANDSCAPES" – Galleria Gloria – Jyväskylä (FI)
- 2015 "Fényfeltárás" – Pincegaléria – Budapest, Karinthy Frigyes út 24.
- 2017 "Nekem való világ" – Faur Zsófi Galéria – Budapest
- 2019 "PANORAMIC VISION" kettős kiállítás Ghyczy Dénesh festőművésszel – Faur Zsófi Galéria – Budapest
- 2019 "REVISION" – Faur Zsófi Galéria – Budapest
- 2020 "Budapest-képek" B32 Galéria – együttműködésben a Nézőművészeti Kft-vel
- 2020 "Tükröm-tükröm / Mirror, Mirror – Kronstadt – Artphoto Galéria, Budapest
- 2022 "Positive", Faur Zsófi Galéria, Budapest
- 2023 "Fölfelé" Újbuda Galéria, Budapest
- 2024 "PASSAGE – Cserbenhagyott Felületek" – B32 Galéria, Budapest
- 2025 "NEONBAROCK – Stuttgart Edition" – Galerie im Amtsgericht Bad Cannstatt – Stuttgart

## Fontosabb csoportos kiállítások
2002 "Sajtófotó 2001" – Néprajzi Múzeum – Budapest
2003 "Sajtófotó 2002" – Néprajzi Múzeum – Budapest
2004 "Sajtófotó 2003" – Néprajzi Múzeum – Budapest
2006 "Bartók Háza" – Művészetek Palotája és Duna Galéria – Budapest
2006 HUNGART-ösztöndíjasok tárlata – Olof Palme Ház – Budapest
2007 "Hommage á Alpár Ignác" – 100 éves a Vajdahunyadvár – Budapest
2007 A Hortobágyi Nemzetközi Művésztelep Fotóművészeti Tagozatának kiállítása – Debrecen – Arany Bika Szálloda
2008 "Több szem többet lát" – Markovics F. – Cserba A. – Gáti Gy.- Cserba Villa -Budapest
2008 "Sajtófotó 2007" – Nemzeti Múzeum – Budapest
2008 „Hol a boldogság mostanában?” 9. ARC kiállítás – Ötvenhatosok tere – Budapest
2008 A Hortobágyi Nemzetközi Művésztelep Fotóművészeti Tagozatának kiállítása – Debrecen – Arany Bika Szálloda
2008 "AK 12" André Kertész-ösztöndíjasok tárlata – Balassi Intézet – Budapest, Magyar Kulturális Intézet – Párizs
2008 "Camera Obscura – kortárs sötét szobák" – Mai Manó Ház – Budapest
2009 "AK 12" André Kertész-ösztöndíjasok tárlata – Magyar Kulturális Intézet – Prága / Pozsony
2009 "Sajtófotó 2008" – Nemzeti Múzeum – Budapest
2009 "PIXRAEL" – Gödör – Budapest
2009 "RESTART" 10. ARC kiállítás – Ötvenhatosok tere – Budapest
2009 "XI. Állami Művészeti Díjazottak kiállítása" Magyar Alkotóművészek Háza – Budapest
2009 "Duna a Dunában" – Duna Galéria – Budapest
2010 “Múlt Idők Masinái” – Vajdahunyad Vára – Budapest
2010 “SETSE – Seeing Europe Through Stranger’s Eyes” – Centre Loris Malaguzzi – Reggio Emilia
2010 "MAOE – 65 fotó" -Duna Galéria – Budapest
2011 "Bartók Háza – Bartók Világa" Klebelsberg Kulturkúria – Budapest
2011 "Édeskettes" Magyar Alkotóművészek Háza – Budapest
2013 "Szárnyaló szemek" Közlekedési Múzeum – Budapest
2013 "Vásárhelyi Pillanatok" Tornyai János Múzeum – Hódmezõvásárhely
2013 "Önarckép val-vel..." Nemzeti Táncszínház – Budapest
2013 "Budapesti Merítés" Új Budapest galéria  (Bálna) – Budapest
2013 "Kortárs Vetített Képek" Capa Központ – Budapest
2014 "Hommage Lucien Hervé" – Alföldi Galéria – Hódmezővásárhely és Art IX-XI galéria, Budapest
2014 "International Sculpture Symposium" – Art Penza – Russia
2014 "Nyári Tárlat" – Karinthy Szalon – Budapest
2014  "House Games" – Jyväskylä (FI)
2015 "A fény" – MANK-Galéria – Szentendre
2015 "Harmónia" Művészet Malom – Szentendre
2015 "Underground" – MUOSZ Székház – Budapest
2016 "Képek és pixelek, Fotóművészet – és azon túl | Nemzeti Szalon 2016 – Műcsarnok, Budapest
2016 "Underground" – Eötvös 10 – Budapest
2016 "Tavaszi tárlat" – Gál Imre Galéria – Pesterzsébet – Budapest
2016 "Nemzeti Kulturális Alap Alkotói Kiállítás" – Várkert Bazár – Budapest
2016 "Jobbító szándékkal" – Klebelsberg Kultúrkúria – Budapest
2016 "Face–BOOM" – Várkert Bazár – Budapest
2017 "Szubjektum" – Budapest Fotó Fesztivál – Várkert Bazár
2017 "Citylife" – Fotóutca Fesztivál – BPF – Nagymező utca, Budapest
2017 "Patina" – Alföldi Galéria – Hódmezővásárhely / Bartók1 Galéria – Budapest
2017 "Debreceni ajtók"  Szabó Magda emlékkiállítás, MODEM – Debrecen
2017 "Szabó Magda" emlékkiállítás, Római Magyar Akadémia  Róma
2017 "Civilizált Táj" – Újpest Galéria – Budapest
2018 "LÁTKÉP" – Az elmúlt félévszázad magyar fotográfiája 1967-2017, Capa Központ, Budapest
2018. "Kölcsönhatások" Klebelsberg Kulturkúria – Budapest
2018 "Csöndesen / Kortárs magyar csendélet", Budapest Fotófesztivál, Kiscelli Múzeum
2019 "Távlatok" / Kortárs magyar látkép", Budapest Fotófesztivál, Kiscelli Múzeum
2019 "Tünékeny valóság", ÚjMűhely Galéria, Szentendre
2020 "Elzárt valóságok – Fotók egy új világrendből", B32 Galéria, Budapest
2020 Közért-bár, Káptalantóti
2020 Egy művész – Egy designer, Faur Zsófi Galéria, Budapest
2021 "Gyere ki a fényre!" B32 Galéria, Budapest
2021 "A fény képei",  II. Fotóművészeti Nemzeti Szalon, Műcsarnok, Budapest
2021 "Vendégségben az Úrnál" – Magyar Kereskedelmi és Vendéglátóipari Múzeum, Budapest *
2021 "Mágikus Realitás" – ArtMarket, Bálna, Budapest
2021 "20 év, 20 történet, 20 művész"  – Faur Zsófi Galéria, Budapest
2021 "In Memoriam Joseph Beuys" – Kortárs Galéria, Tatabánya
2021  "HORIZONT" – A MAOE kiállítása, REÖK-palota, Szeged **
2021 "ÉLET/KÉP" – A Budapest Fotófesztivál kiállítása, Kiscelli Múzeum, Budapest
2021 "Nekem a kint, Nekem a bent"  Faur Zsófi Galéria, Budapest
2021 "Mastercard 20/21"- online irodalmi-képzőművészeti projekt, Könyvesmagazin
2021 "A türelem születése"  Debrecen, Kálmáncsehi Galéria
2022 "Vendégségben az Úrnál" Szegedi Dóm Látogatóközpont
2022 "A velünk élő Petőfi" MANK Galéria, Szentendre
2022  "Fotótriptichon" Szentendre, ÚjMűhely Galéria
2022 "Triptichon" Kákonyi Asztrik Kortárs Galéria, Esztergom
2023 "In Memoriam Móricz-Sabján Simon, Einspach Fine Art & Photography, Budapest
2024 "Geometria" – MAOE Fotóművészeti tagozata kiállítása – Gál Imre Galéria – Pesterzsébet – Budapest
2024 "Velünk élő szimbolika" – a MAOE Fotóművészeti tagozata kiállítása – Klebelsberg Kultúrkúria / Ifjúsági Ház –Új Galéria  – Budapest
* II. díj
** A MAOE szakmai díja

## Főbb díjai
- 1978 Pécs Országos Fotópályázat: A FOTÓ Különdíja
- 1984 A Lapkiadó Vállalat Nívódíja
- 1986 Az Év Lemezborítója
- 2002 Sajtófotó 2001 pályázat – III. díj
- 2002 Raiffeisen Bank pályázata – II. díj, és A legjobb kollekció díja
- 2003 Sajtófotó 2002 pályázat három II. díj
- 2003 Raiffeisen Bank pályázata III. díj
- 2003 Raiffeisen Bank pályázata Közönség-díj
- 2004 Sajtófotó 2003 pályázat III. díj
- 2004 Mediawave Humor-Fekete Humor nemzetközi pályázat II. díj és a Kreatív különdíja
- 2009 Balogh Rudolf-díj
- 2009 PIXRAEL fotópályázat III. díj
- 2011 Magyar Sajtófotó Pályázat III. díj
- 2017 Az Európa Kulturális Fővárosa 2023 Debrecen fotópályázat fődíja
- 2018 Aranytoll Életműdíj (Magyar Újságírók Országos Szövetsége)
- 2019 Pro Cultura Újbuda-díj
- 2021 A Magyar Alkotóművészek Országos Egyesületének Szakmai Díja
- 2023 Radnóti Miklós antirasszista díj

## Könyvek – kiadványok – katalógusok
- 2001 Az Év Fotói
- 2002 UTÓIRAT – Post Scriptum – Változó Magyarország
- 2002 NKÖM Tárcatükör
- 2002 Az Év Fotói
- 2002 A Fővámház
- 2003 Az Év Fotói
- 2003 Párosan szép
- 2003 A hid – részletek
- 2006 MAOE 10
- 2006 Bartók Háza
- 2007 Hommage á Alpár Ignác
- 2007 Fények és Tények
- 2008 AK 12
- 2009 Az Év Fotói

KÖNYVEK
- ÉRZÉK – SENSES – SINNE – SENS – Képek az Antroposzférából

Text: Fáy Miklós és Szarka Klára 2012 Gáti Fotó Fényiroda, Budapest
124 p. Hung, Eng, Ger, Fr.
- GÁTI & KAPA

György Gáti & Martti Kapanen
Text: Kimmo Lehtonen
2012 Centre of Creative Photography, Jyväskylä
50 p. Fin, Eng
- NEKEM VALÓ VILÁG / MY VIRTUAL REALITY

Mai magyar fotóművészet, 12.
Text: Ferenczy Bálint
2019 Faur Zsófi Galéria és Könyvkiadó
64 p. Hun, Eng

## Könyvillusztrációk
35 év, 35 művész (1980 Corvina)
És ilyen a boksz… LGT sztori (1988)
Hobo Sapiens (sz. Földes László, 1989 Hirlapkiadó Vállalat és 2007 Cartaphilus Kiadó)
A Blokád (Képszerkesztő, 1990 Haas és Singer Kiadó)
Tovaris Keresztapa – (sz.: Lihanov – Belih, 1991 Haas és Singer Kiadó)
Kardos László börtönírásai (sz.: Pogány Mária, 1994 Gondolat Kiadó)
Fotográfia nőnemben (sz.: Szarka Klára, 2002 Balassi Kiadó)
Egy évszázados ember – Tabák Lajos (sz.: Szarka Klára, 2004 Noran Kiadó)
Fények és tények (sz.: Markovics Ferenc, 2006 MFSZ – Folpress Kiadó)
Az út vadabb felén (sz.: Rozsonits Tamás, 2008 EMI Music)

## Lemezborítók
Gáti, aki maga is tanult zenész, és muzsikusi pályára készült a hetvenes évek végétől fotografált együtteseket, majd  a nyolcvanas évek elején a Hanglemezgyár egyik legfoglalkoztatottabb fotográfusa, Hegedűs György támogatásával kezdett borítókat fotografálni.
Első megjelent munkája a Hobo Blues Band 1980-as keltezésű, Középeurópai Hobo Blues című lemeze, amelyiknek hátoldali csoportképét készítette. A lemez két érdekessége, hogy a csoportkép közepén egy tükröződő felületen a fotográfus is feltűnik, valamint több számban énekel a Középeurópai Kórus tagjaként. 
1981-ben a magyar Televízió Szabadság téri székházának lépcsőházában fotografálta a KFT együttes Tea / Nem sikerül Kikúrálnom magam című kislemezének sminkelt portréit.
1982-es munkája a Hobo Blues Band Oly sokáig voltunk lenn című grafikai lemezborítója betétlapjának koncertfotói.
Korda György Nézz rám és énekeljünk című LP-je borítóképeit a Korda-villában fotografálta.
Ugyanebben az évben készítette Galla Miklós GM49 együttesének Kötöde című kislemezének borítófotóját.
1983-ban a Rajkó zenekar lemezének címlapját fotografálta valamint Korda György Nézz rám és énekeljünk című korongjáét.
Ezután egy megfestett budapesti, nyolcadik kerületi  házfal előtt készített fotót Komár László Halványkék szemek című albumához.
1984-ben az LGT óriáskislemezhez fotografált, valamint a Hit együttes Oké című lemezéhez.
A KFT együttes Bál az operában című albumának címoldali fényképét a Kiscelli Múzeum udvarán készítette, a hátoldalon koncertfotói mutatják be az együttest. 
A Kaláka együttes, Szánti Judit, Vikidál Gyula és a Budapest Symphony Orchestra lemezborítóit 1985-ben készítette.
Presser Gábor felkérésére fotografálta 1985-ben Révész Sándor első szólólemezét. Két, különös környezetben történt fotografálás után végül egy fehér szobafal előtti portrésorozat képei kerültek a borítókra és a betétlapra. A stúdiófelvételeken is részt vett, és négy dalban (Nem tudtam, hogy így fáj / Én és a francia lány / Ez a válasz / Sose repülj az angyalokkal) vokált is énekelt az erre az alkalomra alakult HIP-HIP-kórus tagjaként. A Pálfi György grafikussal közösen készített anyag 1985-ben Az Év Lemezborítója díjat kapta.
Ezt követően érdekes helyszínt választott  a szintúgy Presser Gábor által jegyzett dalokat tartalmazó, Budapest Rákendroll című lemez borítófotózásához: a saját lakását, ahol egy elég különös zenésztársaság gyűlt össze. Faragó Judy István, Zorán, Komár László, Rojkovich Zsuzsa, Kristály Kriszta, Alfonzó és Nagy Feró, aki Gáti Weltmeister orgonáján színleli a játékot.  A képen a Dolly Roll is szerepel, azonban ők nem voltak itthon a fotografálásnál, így Kozma Péter grafikus montírozta  a képüket a hátsó falra. (A címoldali fotó bal oldalán, a rézágyról belógó láb Presseré...)
1986 termése Faragó Judy István: Ezüst gitár című lemezének borítója.
1988-ban A Komár László Elvis emléklemezének hátoldalát készítette, valamint egy – Pataki Attiláról készült –  koncertfotóját választották A 7., Edda nagylemez, a Változó idők címoldalára.
Szentendrén a monstre nyári TV-produkcióknak volt standfotósa, így ő fotografálta Cseh Tamás Új Dalok című koncertjének első felvételét, és amikor a második előtt odavitte az előző alkalommal készült fotók papírképeit. Bereményi Gáza megnézte őket és annyit mondott: Tamás, megvannak a lemezborító-fotók. Pálfi György grafikus Polaroid-jellegű kópiákká varázsolta a képeket, és ilyen formában illesztette a borítóra őket.
Három év műlva Hobo Esztrád című lemezének borítóképe hasonlóképpen a Dömölky János rendező fémjelezte szentendrei televíziós produkció részeként megrendezett Hobo-koncerten készült.
1996-ban a KFT az első kislemezhez használt portrésorozat képeiből alkalmazott négyet a Bábú Vagy című nagylemezének frontoldalán.
Somló Tamás, akivel Gáti jó barátságot ápolt, őt kérte fel a Semmi Cirqsz című szólólemezének fotográfiai munkáira 1997-ben.
A KFT Édes Élet című lemezéhez egy archív fotóval járult hozzá.
Markos György-borítót fényképezett a Magam részéről című koronghoz 1997-ben, majd a Tűzkarika című lemezhez 1998-ban készített képfelvételeket.
A  KFT 25 (Jubileumi Válogatás 1981-2006) CD-hez újfent korábbi Gáti-KFT-képek kerültek felhasználásra.
.
KFT
Hobo Blues Band
Edda
LGT
Révész Sándor
Cseh Tamás
Komár László
Markos György
Vikidál Gyula
Korda György
Somló Tamás
Faragó Judy István
Rajkó zenekar
Szánti Judit
Hit együttes
Kaláka együttes
Budapest Symphony Orchestra

## Más jelentősebb munkák, megjelenések
- Standfotográfiák számos MTV és filmgyári produkcióhoz – 1980-tól
- Nass Csokoládégyár prospektusok – 1999
- Biogal – TEVA 1997-es naptár, éves jelentés
- Bábolna Rt. prospektusok – 2002
- Politikai plakátok – 1998, 2002, 2006
- Nádor Ilona fotókiállítása (Vigadó Galéria) meghívó, plakát – 2002
- Magyar Fotóművészek Szövetsége Életműdíj-oklevél-terv – 2003
- Fotóhónap 2002 – 2004 plakát, meghívók
- Páros – Páratlan kiállítási katalógus – 2004
- Tabák Lajos kiállítás (Széchényi Könyvtár) katalógus – 2004
- A Konyec c. film standfotográfiai munkái – 2006
- ENSZ Menekültügyi Főbiztossága (UNHCR) oklevelek, meghívók – 2004 – 2005 – 2006
- A Tegnapok c. cikksorozat fotó-montázsai – Magyar Hírlap – 2005 – 2006
- Fotográfiák Szarka Klára Képolvasás-képteremtés c. cikksorozatához FotoMozaik 2007 – 2009
- Fotográfiák az MTI Fotós Szem c. negyedéves kiadványában 2007 – 2009
- A Hemző Károly-díj oklevelének tervezése 2014
- A Magyar Újságírók Szövetsége sajtónapi ünnepségeihez – dekorációként – fotóművészeti alkotás készítése 2022

## Fotográfiai írások
- Alfissimo magazin – 2002
- “Profi vagy amatőr?” tanulmánykötet – 2002
- Fotómozaik c. szaklap – 2005

## Ösztöndíjak
- NKA alkotói ösztöndíj – 2002
- André Kertész ösztöndíj – 2003 (Párizs)
- HUNGART ösztöndíj – 2004
- A Budapest Galéria ösztöndíja – 2005 (Salzburg)
- NKA támogatás – 2007
- NKA támogatás – 2008
- NKA támogatás – 2009

## Más művészeti területek
Filmszerep
- Vipera "Zsuravljov" (r.: Zilahy Tamás, op.: Zentay László, fsz.: Tóth Ildikó, Lengyel Ferenc, etc.) 1985
- Red Heat "Piano Player" (r.: Walter Hill, op.: Wolfgang Dickmann, fsz.: Arnold Schwarzenegger, James Belushi, etc.) 1986
- Stalin (HBO) "Wedding Piano Player" (r.: Ivan Passer, op.: Zsigmond Vilmos, fsz.: Robert Duvall, Julia Ormond, Maximilian Schell, etc.) 1992
- Konyec – Az utolsó csekk a pohárban "Gyorséttermi diszpécser hangja" (r.: Rohonyi Gábor, op.:Szatmári Péter, fsz.: Keres Emil, Földi Teri, Schell Judit, Schmied Zoltán, etc.) 2007
- Foglyok "Michnai Gyula hangja" (r.: Deák Kristóf,  op.: Gózon Francisco, fsz.: Szamosi Zsófia, Sodró Eliza, Lengyel Ferenc etc.) 2019

Vokál
- Hobo Blues Band: Középeurópai Hobo Blues – 1980
- Révész Sándor – 1986
- Allen Ginsberg – HBB: Üvöltés – 1987

Hang
- Rádió Bridge szignálok – 1998/1999
- Villám Géza reklámparódiái – 1998/1999
- Jaguár autó tv-reklámok – 2003
- Hyundai tv- és rádió hirdetések – 2004

Zeneszerzés
- Makrancos Kata (Székesfehérvári Vörösmarty Színház – 1998, r.: Garas Dezső)

## Külső hivatkozások
- http://www.gatifoto.hu
- http://www.fotomuveszet.net/korabbi_szamok/201004/beszelgetes_gati_gyorgy_fotomuvesszel
- Gáti György életútja a FotoKlikken
- http://www.facebook.com/fotogati
- https://www.instagram.com/gatifoto/ https://fotomuveszet.net/korabbi_szamok/200902/magat_fotoztak
- https://issuu.com/gatifoto/docs/gati_erzek_senses_single
- https://kultura.hu/gati-gyorgy-szemel
- https://index.hu/nagykep/2017/12/16/nekem_valo_vilag/
- https://index.hu/nagykep/2022/11/19/gati-gyorgy-positive-faur-zsofi-galeria-fotohonap-2022/